# الکس پرویاس
الکس پرویاس (به انگلیسی: Alexander "Alex" Proyas) (زاده ۲۳ سپتامبر ۱۹۶۳) کارگردان هالیوودی است که از مهمترین آثارش می‌توان به کلاغ (با بازی براندون لی)، من، ربات (با بازی ویل اسمیت)، پیشگویی (با بازی نیکلاس کیج) و شهر تاریک (با بازی روفوس سوئل) و خدایان مصر ( با بازی نیکلای کاستر) اشاره کرد.